# Wyatt (Indiana)
Wyatt (früher auch Littleton) ist eine Siedlung (unincorporated community) im St. Joseph County in Indiana. Geographisch ist es dem Madison Township zugeordnet.
Wyatt liegt im Norden des Bundesstaates inmitten des Corn Belts, der in dieser Region maßgeblich vom Weizenanbau geprägt ist. Das Straßendorf liegt entlang der Indiana State Road 331 und weist ein kleineres Gewerbegebiet im nördlichen Gemeindegebiet auf.